# Hot stone massage

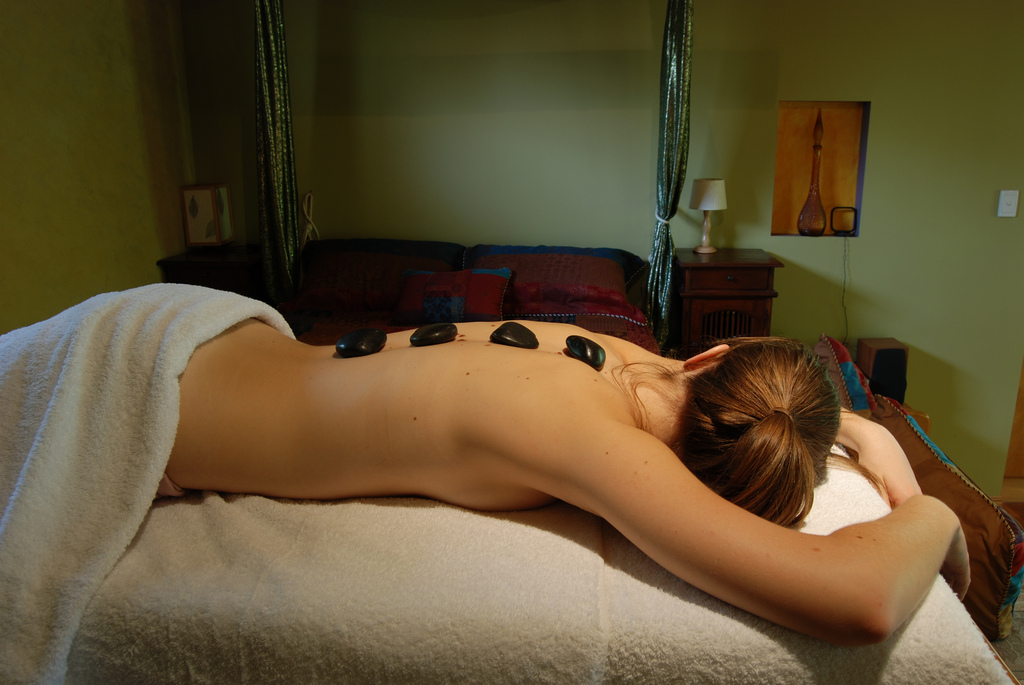
Plaatsing van stenen op het lichaam

Een hot stone massage is een vorm van massage waarbij gladde, platte, verwarmde stenen op sleutelposities van het lichaam worden geplaatst.

## Techniek
De toe te passen stenen zijn meestal van basalt. Basalt is een hard, vulkanisch gesteente met een hoge dichtheid – hierdoor kunnen de stenen goed warmte vasthouden. De stenen worden opgewarmd in een elektrische stoofpot of in een apparaat dat specifiek voor hot stones is ontworpen. Het apparaat is gevuld met water en wordt in typerende gevallen verwarmd tot 52° à 54° C. Bij gebruik hebben de stenen nog een temperatuur van 45°.
Over het algemeen wordt het lichaam eerst met de handen gemasseerd en daarna met hete stenen. Als de stenen voldoende opgewarmd zijn, worden enkele daarvan geplaatst op specifieke plekken van het lichaam (zoals de rug, handen enz.) – andere stenen worden door de masseur in de hand genomen en gebruikt om de spieren te bewerken.
In sommige steenmassagestijlen worden ook gekoelde stenen gebruikt. Deze stenen zijn meestal van marmer, waarbij een schaal ijswater wordt gebruikt voor de afkoeling.

## Geschiedenis
De hot stone massage is niet alleen van Aziatische afkomst. In de gehele regio van Azië, Oceanië en Amerika is het van oudsher overgedragen. In West-Europa wordt meestal alleen gedacht aan een Indiase afkomst. In de VS wordt beweerd dat de warme-stenenmassage uit Zweden kwam, waar deze massage echter grotendeels onbekend is. In feite heeft de behandeling met hete stenen zich op alle continenten onafhankelijk ontwikkeld. In Azië was het opleggen van hete stenen reeds bekend vóór de kolonisatie van de Polynesische landen. In het algemeen wordt de oorsprong van deze methode toegeschreven aan primitieve geneeskunde en sjamanisme.
De term La-Stone betekent "lavasteen" en heeft betrekking op het gebruik van vulkanisch gesteente in Hawaï. "La" in de naam van La-Stone verwijst ook naar het Tibetaanse woord voor levensenergie, waarop dit woord eveneens wordt teruggevoerd. De oude kahuna gebruikten bij massage (de Hawaïaanse Lomilomi-massage) stokken en ook hete stenen. Kleine, door watererosie afgeronde, platte keien worden daarbij toegepast.